# Елизаветполье
Елизаветполье (укр. Єлизаветпілля) — село,
Вольненский сельский совет,
Апостоловский район,
Днепропетровская область,
Украина.
Код КОАТУУ — 1220382504. Население по переписи 2001 года составляло 126 человек.

## Географическое положение
Село Елизаветполье находится в 2-х км от плотины Южного водохранилища на левом берегу реки, которая из него вытекает.
Выше по течению на расстоянии в 1 км расположено село Новая Заря (Криворожский район),
на противоположном берегу — село Вольное.